# Тріскині
Трі́скині — село в Україні, у Сарненській міській громаді Сарненського району Рівненської області. Відповідно до Розпорядження Кабінету Міністрів України від 12 червня 2020 року № 722-р «Про визначення адміністративних центрів та затвердження територій територіальних громад Рівненської області» увійшло до складу Сарненської міської громади.  Населення становить 1509 осіб. Релігійна громада ПЦУ

## Географія
Село розташоване на правому березі річки Горинь.

## Історія
Станом на 1885 рік у колишньому власницькому селі Бережницької волості Луцького повіту Волинської губернії мешкало 700 осіб, налічувалось 88 дворів, існували православна церква, постоялий будинок.
За переписом 1897 року кількість мешканців зросла до 794 осіб (397 чоловічої статі та 397 — жіночої), з яких 758 — православної віри.
У 1906 році село Бережницької волості Луцького повіту Волинської губернії. Відстань від повітового міста 124 верст, від волості 5. Дворів 136, мешканців 683.

## Населення
За переписом населення 2001 року в селі мешкало 1 506 осіб.

### Мова
Розподіл населення за рідною мовою за даними перепису 2001 року:
| Мова       | Відсоток |
| ---------- | -------- |
| українська | 99,73 %  |
| російська  | 0,27 %   |

## Видатні уродженці
- Герасимчук Іван Васильович (1980—2023) — старший сержант Збройних сил України, учасник російсько-української війни.
- Колоїз Жанна Василівна — український мовознавець, доктор філологічних наук, професор, завідувач кафедри української мови Криворізького державного педагогічного університету.
- Мінчук Сергій Миколайович — радянський військовик, учасник бойових дій в Афганістані.